# Данильченко Сергій Петрович
Сергій Петрович Данильченко (нар. 27 квітня 1974, Харків) — український боксер, бронзовий призер Олімпійських ігор та чемпіон Європи 1998 року.

## Любительська кар'єра
На чемпіонаті Європи 1998 завоював золоту медаль.
- В 1/8 фіналу переміг Олексія Воробйова (Білорусь) — RSC 3
- В 1/4 фіналу переміг Мірко Шаде (Німеччина) — 6-0
- В 1/2 фіналу переміг Раїмкуля Малахбекова (Росія) — 2-0
- У фінал переміг Мар'яна Александру (Румуеія) — 12-3

На Олімпійських іграх 2000 завоював бронзову медаль.
- В 1/8 фіналу переміг Дінгко Сінґха (Індія) — 14-5
- В 1/4 фіналу переміг Джастіна Кейна (Австралія) — RSC
- В 1/2 фіналу програв Раїмкулю Малахбекову (Росія) — 10-15

На чемпіонаті світу 2001 завоював бронзову медаль.
- В 1/16 фіналу переміг Марата Мазімбаєва (Казахстан) — 16-10
- В 1/8 фіналу переміг Вальдемара Кукеряну (Румунія) — 16-4
- В 1/4 фіналу переміг Сонтая Вонгпратес (Таїланд) — 24-8
- В 1/2 фіналу програв Гільєрмо Рігондо (Куба) — 6-15

На Іграх доброї волі 2001 після перемоги над Джастіном Кейном (Австралія) вдруге програв Гільєрмо Рігондо (Куба).
На професійному рингу бився лише один раз в 2002 році проти росіянина Павла Кубасова, закінчивши свою кар'єру з результатом 1-0.